# Johannes Henry

„Der Vorstand wappnet sich für die Dechargekommission“ – der Vorstand des K.St.V. Arminia Bonn im Wintersemester 1898/99, rechts: Johannes Henry als Senior

Johannes Baptist Henry (* 18. Juni 1876 in Bonn; † 2. September 1958 ebenda) war ein deutscher Jurist und Politiker (Zentrumspartei).

## Studium
Henry begann 1896 sein Studium der Rechtswissenschaft an der Universität Bonn. Dort trat er in den K.St.V. Arminia ein, dem er zweimal als Senior, später viele Jahre als Philistersenior vorstand. 1897 studierte er für ein Semester an der Universität München, wo er bei der K.St.V. Saxonia aktiv wurde. 1901 bestand er das Erste, 1906 das Zweite Juristische Staatsexamen.

## Geschäftsführer des KV
Henry ließ sich in Bonn als Rechtsanwalt nieder. 1919 übernahm er die Geschäftsführung des Kartellverbandes katholischer deutscher Studentenvereine (KV), die er, mehrfach wiedergewählt, bis 1932 innehatte. Sein Nachfolger wurde Paul Franken. In dieser Zeit war Henry weit über die bloß organisatorische Leitung des Verbandes hinaus dessen geistiger Führer. Nach dem verlorenen Ersten Weltkrieg war die Tradition vieler Vereine unterbrochen. Der KV stand auf völlig unsicherer finanzieller Grundlage und musste alsbald die Inflation überstehen. Henry überwand die Erschwernisse und rief sogar eine Berufsvermittlungsstelle ins Leben für die von Arbeitslosigkeit betroffenen Kartellbrüder, die dem späteren Widerstandskämpfer Josef Wirmer übertragen wurde. Auf seine Initiative geht die erste Auflage des bekannten Handbuchs „Fuchs und Bursch, ein Handbuch für alte und junge KVer“ im Jahre 1929 zurück. Henry brach mit der „kleindeutschen“ Einstellung des Verbandes und förderte die Gründung von Kartellvereinen an den österreichischen Universitäten. Das Philisterium wurde von ihm in einer eigenen Organisation zusammengefasst. Die Schaffung von Ausschüssen für bestimmte Sachaufgaben folgte. Die große Verfassungsreform des KV von 1928 muss als Henrys Werk angesehen werden. Sie beinhaltete insbesondere gemeinsame Generalversammlungen von Philisterium und Aktivitas und eine einheitliche Finanzverfassung.

## Politisches Wirken
Politische Aktivität entfaltete Henry als Vorsitzender der Bonner Zentrumspartei (seit 1907). Er wurde bereits 1912 Stadtverordneter im Bonner Stadtrat und 1914 Vorsitzender der Stadtratsfraktion der Zentrumspartei. Beide Ämter legte er 21. Juli 1933 nieder, weil er sich nicht zu Handlanger der Nationalsozialistischen Fraktion machen lassen wollte. Der Erste Weltkrieg unterbrach seine politische Karriere. Henry war 1914–1915 in der Kriegswirtschaft tätig und 1916 Soldat. Bereits während der Weimarer Jahre war er ein entschiedener Gegner der Nationalsozialisten. 1917 wurde er Reichstagsabgeordneter für Bonn, verzichtete 1919 aber auf eine erneute Kandidatur zugunsten eines Vertreters der Arbeitnehmerschaft, um sich ganz der Kommunalpolitik widmen zu können. Der entschiedene Gegner der Nationalsozialisten wurde während des „Dritten Reiches“ überwacht, wiederholt wurden Henrys Wohnung und Rechtsanwaltskanzlei von der Gestapo durchsucht. Dabei wurden korporationsstudentisch wichtige Akten, insbesondere weite Teile des KV- und Arminenarchivs beschlagnahmt und gingen verloren. Am 22. August 1944 wurde er nach dem Attentat auf Hitler im Rahmen der Aktion Gewitter verhaftet, einen Tag später in das Kölner Gestapo-Gefängnis EL-DE-Haus eingeliefert und von dort mit anderen ehemaligen Reichstagsabgeordneten und Politikern demokratischer Parteien (u. a. mit Konrad Adenauer, Josef Baumhoff, Thomas Eßer, Otto Gerig, Peter Knab, Peter Paffenholz, Joseph Roth, Peter Schlack, und Hubert Peffeköver) in das Arbeitserziehungslager in den Messehallen in Köln-Deutz, dem Messelager Köln, überführt. Nach dem Zweiten Weltkrieg gehörte er schon am 21. September 1945 zu den Begründern der CDU in Bonn, deren erster Vorsitzender er wurde und bis 1950 blieb. Die CDU-Ratsfraktion leitete er bis 1946.

## Ehrungen
Henry erhielt als erster KVer – später kam nur noch Reichskanzler Wilhelm Marx zu dieser Ehre – den eigens für ihn geschaffenen Ehrentitel „Verbandsältester des KV“. Er wurde im Jahr 1951 mit Konrad Adenauer Ehrenbürger der Stadt Bonn, die nach ihm eine Straße benannte. Am 17. Juni 1954 erhielt er das Bundesverdienstkreuz 1. Klasse. Henry ist als Ehrenbürger der Stadt auf dem geschichtsträchtigen Alten Bonner Friedhof beigesetzt. Sein Grab ist die Gedenkstätte des K.St.V. Arminia. Sein umfangreicher Nachlass befindet sich im Stadtarchiv Bonn und im Archiv des KV.